# El rostro (película de 1958)
El rostro (Ansiktet en su título original) es una película sueca de 1958 escrita y dirigida por Ingmar Bergman. Destaca en la trayectoria del realizador por su estética expresionista en una historia repleta de connotaciones fantasmagóricas y misteriosas.

## Sinopsis
Corre el año 1846 y en un carro cubierto viaja una compañía ambulante encabezada por el hipnotizador Vogler (Max von Sydow), su esposa Manda (Ingrid Thulin) -disfrazada de hombre, bajo el nombre de Aman-, su abuela experta en pociones mágicas (Naima Wifstrand) y su ayudante Tubal (Åke Fridell). En el pescante va sentado Simson (Lars Ekborg). Juntos integran una compañía que, de pueblo en pueblo, realizan diferentes números de magia con los que entretener a los lugareños. 
Durante su travesía, camino a Estocolmo, recalan en un pequeño pueblo en el que solicitan alojamiento. Sin embargo se convierten en el blanco de las burlas y humillaciones de un comité encabezado por el cínico doctor Vergerus quien le pide a Vogler una representación antes de autorizarles a mostrar su espectáculo al resto de habitantes de la aldea. Las personas de alto rango del pueblo, entre los que también figura el jefe de policía o un miembro de la nobleza, escépticos, intentarán exponerlos como charlatanes sin tener en cuenta los trucos ocultos del mago Vogler.

## Reparto
- Max von Sydow - Albert Emanuel Vogler
- Ingrid Thulin - Manda Vogler
- Gunnar Björnstrand - Doctor Vergerus
- Naima Wisftrand - Granny Vogler
- Bengt Ekerot - Johan Spegel
- Bibi Andersson - Sara Lindqvist
- Gertrud Fridh - Ottilia Egerman
- Lars Ekborg - Simson, el cochero
- Toivo Pawlo - Superintendente de Policía Starbeck
- Erland Josephson - Consul Egerman
- Ake Fridell - Tubal
- Sif Ruud - Sofia Garp
- Oscar Ljung - Antonsson
- Ulla Sjöblom - Henrietta Starbeck
- Axel Düberg - Rustan
- Birgitta Pettersson - Sanna

## Premios
- Festival de Venecia: Premio Especial del Jurado. Nominada al León de Oro. (1959)

- Premios BAFTA: Nominada a Mejor película. (1959)

## Comentarios
Al girar en torno al duelo entre un doctor (Vergerus) y un teólogo (Vogler) se muestra una reflexión freudiana del inconsciente de cada uno de los personajes principales.
La escena de autopsia en el momento del estreno del film fue muy polémica y marcó la película por completo. Esa escena está planetada en clave de terror, donde aparece uno de los símbolos más significativos del director Ingmar Bergman, el espejo. Con el espejo, el director juega en la escena a hacer una inmersión de la subjetividad del personaje.